# Албания на зимних Олимпийских играх 2018
Албания на зимних Олимпийских играх 2018 года была представлена двумя спортсменами в горнолыжном спорте. В ноябре 2016 года Национальный олимпийский комитет учредил олимпийскую стипендию в размере 1000$ для трёх горнолыжников, намереваясь превзойти результат Игр в Сочи по количеству участников, однако они не смогли выполнить поставленную задачу, поскольку Марсель Бичоку не получил достаточного количества рейтинговых очков, чтобы квалифицироваться на Игры. Как на церемонии открытия Игр, так и на церемонии закрытия право нести национальный флаг было доверено Суэле Мехили.
По итогам соревнований сборная Албании, принимавшая участие в своих четвёртых зимних Олимпийских играх, вновь осталась без медалей.

## Состав сборной
Горнолыжный спорт
1. Эрён Тола
2. Суэла Мехили

## Результаты соревнований

### Лыжные виды спорта

#### Горнолыжный спорт
Квалификация спортсменов для участия в Олимпийских играх осуществлялась на основании специального квалификационного рейтинга FIS по состоянию на 21 января 2018 года. При этом НОК для участия в Олимпийских играх мог выбрать только того спортсмена, который вошёл в топ-500 олимпийского рейтинга в своей дисциплине, и при этом имел определённое количество очков, согласно квалификационной таблице. Страны, не имеющие участников в числе 500 сильнейших спортсменов, могли претендовать только на квоты категории «B» в технических дисциплинах. По итогам квалификационного отбора сборная Албании завоевала 2 олимпийские лицензии категории «B».
Мужчины
| Соревнование      | Спортсмены | Скоростной спуск/ 1 спуск | Скоростной спуск/ 1 спуск | Слалом/ 2 спуск | Слалом/ 2 спуск | Всего   | Место | Отставание |
| Соревнование      | Спортсмены | Время                     | Место                     | Время           | Место           | Всего   | Место | Отставание |
| ----------------- | ---------- | ------------------------- | ------------------------- | --------------- | --------------- | ------- | ----- | ---------- |
| слалом            | Эрён Тола  | 58,00                     | 45                        | 59,06           | 35              | 1:57,06 | 36    | +18,07     |
| гигантский слалом | Эрён Тола  | 1:16,86                   | 54                        | 1:16,77         | 49              | 2:33,63 | 47    | +15,59     |

Женщины
| Соревнование      | Спортсмены   | Скоростной спуск/ 1 спуск | Скоростной спуск/ 1 спуск | Слалом/ 2 спуск | Слалом/ 2 спуск | Всего   | Место | Отставание |
| Соревнование      | Спортсмены   | Время                     | Место                     | Время           | Место           | Всего   | Место | Отставание |
| ----------------- | ------------ | ------------------------- | ------------------------- | --------------- | --------------- | ------- | ----- | ---------- |
| слалом            | Суэла Мехили | DNF                       | DNF                       | —               | —               | —       | —     | —          |
| гигантский слалом | Суэла Мехили | 1:24,67                   | 60                        | 1:21,90         | 54              | 2:46,57 | 53    | +26,55     |